# Llista de Consells Europeus

Insígnia de la Unió Europea.

Els primers Consells Europeus es van celebrar el febrer i juliol de 1961 a les ciutats de París i Bonn respectivament. Aquests van ser unes cimeres oficioses dels dirigents de la Comunitat Europea. La primer cimera influent es va celebrar el 1969 a La Haia, durant la qual es va arribar a un acord sobre l'ingrés del Regne Unit a la Comunitat i inicià la política exterior de cooperació. Les cimeres es va formalitzar l'any 1974, en una cimera realitzada el desembre d'aquell any a París a instàncies del president Valéry Giscard d'Estaing.

## Consells Europeus formals

### Comunitats Europees (1975-1984)
| Any  | Data                | Ciutat      | President                | Notes             |
| ---- | ------------------- | ----------- | ------------------------ | ----------------- |
| 1975 | 10 - 11 de març     | Dublín      | Liam Cosgrave            | Consell inaugural |
|      | 16 - 17 de juliol   | Brussel·les | Aldo Moro                |                   |
|      | 1 - 2 de desembre   | Roma        | Aldo Moro                |                   |
| 1976 | 1 - 2 d'abril       | Luxemburg   | Gaston Thorn             |                   |
|      | 12 - 13 de juliol   | Brussel·les | Joop den Uyl             |                   |
|      | 29 - 30 de novembre | La Haia     | Joop den Uyl             |                   |
| 1977 | 25 - 27 de març     | Roma        | James Callaghan          |                   |
|      | 29 - 30 de juny     | Londres     | James Callaghan          |                   |
|      | 5 - 6 de desembre   | Brussel·les | Leo Tindemans            |                   |
| 1978 | 7 - 8 d'abril       | Copenhaguen | Anker Jørgensen          |                   |
|      | 6 - 7 de juliol     | Bremen      | Helmut Schmidt           |                   |
|      | 4 - 5 de desembre   | Brussel·les | Helmut Schmidt           |                   |
| 1979 | 12 - 13 de març     | París       | Valéry Giscard d'Estaing |                   |
|      | 21 - 22 de juny     | Estrasburg  | Valéry Giscard d'Estaing |                   |
|      | 29 - 30 de novembre | Dublín      | Jack Lynch               |                   |
| 1980 | 17 - 18 d'abril     | Luxemburg   | Francesco Cossiga        |                   |
|      | 12 - 13 de juny     | Venècia     | Francesco Cossiga        |                   |
|      | 1 - 2 de desembre   | Luxemburg   | Pierre Werner            |                   |
| 1981 | 23 - 24 de març     | Maastricht  | Dries van Agt            |                   |
|      | 29 - 30 de juny     | Luxemburg   | Dries van Agt            |                   |
|      | 26 - 27 de novembre | Londres     | Margaret Thatcher        |                   |
| 1982 | 29 - 30 de març     | Brussel·les | Wilfried Martens         |                   |
|      | 29 - 29 de juny     | Brussel·les | Wilfried Martens         |                   |
|      | 3 - 4 de desembre   | Copenhaguen | Poul Schlüter            |                   |
| 1983 | 21 - 22 de març     | Brussel·les | Helmut Kohl              |                   |
|      | 17 - 19 de juny     | Stuttgart   | Helmut Kohl              |                   |
|      | 4 - 6 de desembre   | Atenes      | Andreas Papandreou       |                   |

### Comunitat Europea (1984-1993)
| 1984 | 19 - 20 de març     | Brussel·les   | François Mitterrand  |                                              |
|      | 25 - 26 de juny     | Fontainebleau | François Mitterrand  | Acceptació del Xec britànic                  |
|      | 3 - 4 de desembre   | Dublín        | Garret FitzGerald    |                                              |
| 1985 | 29 - 30 de març     | Brussel·les   | Bettino Craxi        | Inici de la redacció de l'Acta Única Europea |
|      | 28 - 29 de juny     | Milà          | Bettino Craxi        |                                              |
|      | 2 - 3 de desembre   | Luxemburg     | Jacques Santer       |                                              |
| 1986 | 26 - 27 de juny     | La Haia       | Ruud Lubbers         |                                              |
|      | 5 - 6 de desembre   | Londres       | Margaret Thatcher    |                                              |
| 1987 | 29 - 30 de juny     | Brussel·les   | Wilfried Martens     |                                              |
|      | 4 - 5 de desembre   | Copenhaguen   | Poul Schlüter        |                                              |
| 1988 | 11 - 13 de febrer   | Brussel·les   | Helmut Kohl          |                                              |
|      | 27 - 28 de juny     | Hannover      | Helmut Kohl          |                                              |
|      | 2 - 3 de desembre   | Rodes         | Andreas Papandreou   |                                              |
| 1989 | 26 - 27 de juny     | Madrid        | Felipe González      |                                              |
|      | 18 de novembre      | París         | François Mitterrand  | Cimera informal                              |
|      | 8 - 9 de desembre   | Estrasburg    | François Mitterrand  |                                              |
| 1990 | 28 d'abril          | Dublín        | Charles Haughey      |                                              |
|      | 25 - 26 de juny     | Dublín        | Charles Haughey      |                                              |
|      | 27 - 28 d'octubre   | Roma          | Giulio Andreotti     |                                              |
|      | 14 - 15 de desembre | Roma          | Giulio Andreotti     |                                              |
| 1991 | 8 d'abril           | Luxemburg     | Jacques Santer       |                                              |
|      | 28 - 29 de juny     | Luxemburg     | Jacques Santer       |                                              |
|      | 9 - 10 de desembre  | Maastricht    | Ruud Lubbers         | Signatura del Tractat de Maastricht          |
| 1992 | 27 de juny          | Lisboa        | Aníbal Cavaco Silva  |                                              |
|      | 16 d'octubre        | Birmingham    | John Major           |                                              |
|      | 11 - 12 de desembre | Edimburg      | John Major           |                                              |
| 1993 | 21 - 22 de juny     | Copenhaguen   | Poul Nyrup Rasmussen | Adopció del Criteri de Copenhaguen           |
|      | 29 d'octubre        | Brussel·les   | Jean-Luc Dehaene     |                                              |

### Unió Europea (1993-2004)
| 1993 | 10 - 11 de desembre | Brussel·les  | Jean-Luc Dehaene    | |
| 1994 | 24 - 25 de juny     | Corfú        | Andreas Papandreou  | Adhesió d'Àustria, Finlàndia, Suècia i Noruega. Noruega no ratifica el Tractat i no s'incorpora a la UE. |
|      | 9 - 10 de desembre  | Essen        | Helmut Kohl         | |
| 1995 | 26 - 27 de juny     | Canes        | Jacques Chirac      | |
|      | 15 - 16 de desembre | Madrid       | Felipe González     | |
| 1996 | 29 - 30 de març     | Torí         | Lamberto Dini       | |
|      | 21 - 22 de juny     | Florència    | Romano Prodi        | |
|      | 13 - 14 de desembre | Dublín       | John Bruton         | |
| 1997 | 16 - 17 de juny     | Amsterdam    | Wim Kok             | Signatura del Tractat d'Amsterdam                                                                        |
|      | 20 - 21 de novembre | Luxemburg    | Jean-Claude Juncker | Consell Europeu extraordinari: treball                                                                   |
|      | 12 - 13 de desembre | Luxemburg    | Jean-Claude Juncker | |
| 1998 | 3 de maig           | Brussel·les  | Tony Blair          | Consell Europeu especial per l'entrada en vigor de l'euro                                                |
|      | 15 - 16 de juny     | Cardiff      | Tony Blair          | |
|      | 11 - 12 de desembre | Viena        | Viktor Klima        | |
| 1999 | 25 - 26 de març     | Berlín       | Gerhard Schröder    | |
|      | 3 - 4 de juny       | Colònia      | Gerhard Schröder    | |
|      | 15 - 16 d'octubre   | Tampere      | Paavo Lipponen      | Acord sobre la Reforma Institucional                                                                     |
|      | 10 - 11 de desembre | Hèlsinki     | Paavo Lipponen      | |
| 2000 | 23 - 24 de març     | Lisboa       | António Guterres    | Adopció de l'estratègia de Lisboa                                                                        |
|      | 19 - 20 de juny     | Feira        | António Guterres    | |
|      | 13 - 14 d'octubre   | Biarritz     | Jacques Chirac      | Consell Europeu informal                                                                                 |
|      | 7 - 9 de desembre   | Niça         | Jacques Chirac      | Signatura del Tractat de Niça                                                                            |
| 2001 | 23 - 24 de març     | Estocolm     | Göran Persson       | |
|      | 15 - 16 de juny     | Göteborg     | Göran Persson       | Reforma Institucional, medi ambient i ampliació de la Unió                                               |
|      | 21 de setembre      | Brussel·les  | Guy Verhofstadt     | Consell d'emergència contra el terrorisme                                                                |
|      | 19 d'octubre        | Gant         | Guy Verhofstadt     | Consell informal                                                                                         |
|      | 14 - 15 de desembre | Laeken       | Guy Verhofstadt     | |
| 2002 | 15 - 16 de març     | Barcelona    | José María Aznar    | |
|      | 21 - 22 de juny     | Sevilla      | José María Aznar    | Acord de reforma del Consell Europeu                                                                     |
|      | 24 - 25 d'octubre   | Brussel·les  | Anders Rasmussen    | |
|      | 12 - 13 de desembre | Copenhaguen  | Anders Rasmussen    | |
| 2003 | 17 de febrer        | Brussel·les  | Kostas Simitis      | Consell Extraordinari: Iraq                                                                              |
|      | 20 - 21 de març     | Brussel·les  | Kostas Simitis      | |
|      | 16 - 17 d'abril     | Atenes       | Kostas Simitis      | Consell informal: signatura del Tractat d'adhesió 2003                                                   |
|      | 20 de juny          | Thessaloniki | Kostas Simitis      | |
|      | 4 d'octubre         | Roma         | Silvio Berlusconi   | Consell extraordinari: Constitució Europea                                                               |
|      | 16 - 17 d'octubre   | Brussel·les  | Silvio Berlusconi   | |
|      | 12 - 13 de desembre | Brussel·les  | Silvio Berlusconi   | |
| 2004 | 25 - 26 de març     | Brussel·les  | Bertie Ahern        | |

### Després de l'ampliació de 2004-actualitat
| 2004 | 17 - 18 de juny     | Brussel·les            | Bertie Ahern         |                                                                            |
|      | 4 - 5 de novembre   | Brussel·les            | Jan Peter Balkenende |                                                                            |
|      | 16 - 17 de desembre | Brussel·les            | Jan Peter Balkenende |                                                                            |
| 2005 | 22 - 23 de març     | Brussel·les            | Jean-Claude Juncker  |                                                                            |
|      | 16 - 17 de juny     | Brussel·les            | Jean-Claude Juncker  |                                                                            |
|      | 27 d'octubre        | Palau de Hampton Court | Tony Blair           | Consell informal: Globalització                                            |
|      | 15 - 16 de desembre | Brussel·les            | Tony Blair           |                                                                            |
| 2006 | 23 - 24 de març     | Brussel·les            | Wolfgang Schüssel    |                                                                            |
|      | 15 - 16 de juny     | Brussel·les            | Wolfgang Schüssel    |                                                                            |
|      | 20 d'octubre        | Lahti                  | Matti Vanhanen       | Cimera informal: encontre amb Vladímir Putin                               |
|      | 14 - 15 de desembre | Brussel·les            | Matti Vanhanen       |                                                                            |
| 2007 | 8 - 9 de març       | Brussel·les            | Angela Merkel        |                                                                            |
|      | 21 - 22 de juny     | Brussel·les            | Angela Merkel        | Acceptació del Tractat de Lisboa. Entrada de Malta i Xipre a la zona euro  |
|      | 18 - 19 d'octubre   | Lisboa                 | José Sócrates        | Consell informal: Tractat de Lisboa i canvi climàtic                       |
|      | 13 - 14 de desembre | Brussel·les            | José Sócrates        | Signatura del Tractat de Lisboa                                            |
| 2008 | 13 - 14 de març     | Brussel·les            | Janez Janša          | Adopció dels principis polítics europeus sobre energia i el canvi climàtic |
|      | 19 - 20 de juny     | Brussel·les            | Janez Janša          |                                                                            |
|      | 13 - 14 de juliol   | Brussel·les            | Bernard Kouchner     |                                                                            |
|      | 1 de setembre       | Brussel·les            | Bernard Kouchner     | Cimera extraordinària amb Rússia (Crisi de Geòrgia)                        |
|      | 22 - 23 d'octubre   | Brussel·les            | Bernard Kouchner     |                                                                            |
|      | 7 de novembre       | Brussel·les            | Bernard Kouchner     | Cimera extraordinària sobre la crisi financera mundial                     |
| 2009 | 1 de març           | Brussel·les            | Karel Schwarzenberg  | Cimera extraordinària sobre la crisi financera mundial                     |
|      | 19 - 20 de març     | Brussel·les            | Karel Schwarzenberg  |                                                                            |
|      | 18 - 19 de juny     | Brussel·les            | Jan Kohout           |                                                                            |